# Павловиці (Люблінське воєводство)
Павловиці (пол. Pawłowice) — село в Польщі, у гміні Стенжиця Рицького повіту Люблінського воєводства.
Населення — 237 осіб (2011).
У 1975-1998 роках село належало до Люблінського воєводства.

## Демографія
Демографічна структура станом на 31 березня 2011 року:
|          | Загалом | Допрацездатний вік | Працездатний вік | Постпрацездатний вік |
| -------- | ------- | ------------------ | ---------------- | -------------------- |
| Чоловіки | 114     | 23                 | 73               | 18                   |
| Жінки    | 123     | 21                 | 62               | 40                   |
| Разом    | 237     | 44                 | 135              | 58                   |